# Équipe d'Afrique du Sud de rugby à XV des moins de 20 ans
L'équipe d'Afrique du Sud des moins de 20 ans est constituée par une sélection des meilleurs joueurs sud-africains de rugby à XV de moins de 20 ans, sous l'égide de la fédération sud-africaine de rugby à XV.

## Histoire
L’équipe d'Afrique du Sud des moins de 20 ans est créée en 2008, remplaçant les équipes d'Afrique du Sud des moins de 21 ans et des moins de 19 ans à la suite de la décision de l'IRB en 2007 de restructurer les compétitions internationales junior. Elle participe chaque année au championnat du monde junior.
Le 4 juin 2012, les Emerging Springboks perdent le statut d'équipe nationale réserve au profit de l'équipe nationale des moins de 20 ans ; ce changement intervient en raison du trop faible nombre de confrontations disputées par les Emerging Springboks. Ces derniers continuent tout de même à jouer des rencontres internationales malgré cette relégation hiérarchique,. Les nouveaux règlements de World Rugby modifient ensuite la hiérarchie des équipes nationales secondaires : en effet, d'après la règle 8, une fédération n'est plus autorisée à désigner une sélection nationale junior en tant qu'équipe nationale réserve à partir du 1er janvier 2018,,,. Ainsi, l'équipe des moins de 20 ans perd le statut d'équipe nationale réserve d'Afrique du Sud, au profit de l'Afrique du Sud « A ».
En juillet 2022, l'Afrique du Sud remporte les Six Nations Summer Series, compétition organisée en raison de la non tenue du Championnat du monde junior, en s'imposant 47 à 27 contre le pays de Galles en finale.

## Palmarès
- Championnat du monde junior de rugby à XV :
  - Vainqueur : 2012[9].
  - Finaliste : 2014[10].
- Six Nations Summer Series :
  - Vainqueur : 2022.

## Personnalités

### Entraîneurs
Dawie Theron est à la tête des jeunes sud-africains à partir de 2011, d'abord engagé pour une durée de trois ans.
- 2011-2017 : Dawie Theron
- 2017-2021 : Chean Roux
- 2021- : Bafana Nhleko